# Araceli Lopez-Martens
Araceli Lopez-Martens est une chercheuse et directrice de recherche en physique nucléaire. Elle mène ses recherches au
Laboratoire de physique des deux infinis Irène Joliot-Curie à l'Université Paris-Saclay et l'Université Paris-Cité. En 2023, elle reçoit la médaille d'argent du CNRS.

## Biographie
Araceli Lopez-Martens se rend au Royaume-Uni pour passer une licence de physique et de russe à l'Université du Sussex. Elle prépare un DEA en physique des particules à l’Université Paris Sud. En 1996, elle soutient sa thèse de doctorat sur la superdéformation nucléaire au centre de Sciences Nucléaires et de Sciences de la Matière de l'Université Paris-Sud sous la direction de Fazia Hannachi. Elle mène ses recherches postdoctorales à l'Institut Niels-Bohr au Danemark sur les propriétés du rayonnement électromagnétique émis par les noyaux superdéformés .
En 1997, elle entre au CNRS à l'IReS (désormais IPHC) de Strasbourg  et travaille avec le détecteur de rayons gamma européen Euroball. Après le démantèlement d'Euroball en 2003, elle retourne au centre de Sciences Nucléaires et de Sciences de la Matière (CSNSM) et s’implique dans le projet de construction d’une nouvelle génération de multi-détecteur de photons, l’AGATA (en). 
Elle s'intéresse également à la structure et à la dynamique des noyaux superlourds, qu'elle étudie à l'Institut unifié de recherches nucléaires de Russie, mais aussi à l'Université de Jyväskylä en Finlande. En 2020, elle découvre avec ses collaborateurs, à l'Institut unifié de recherches nucléaires de Doubna, un nouvel isotope du Nobelium, le 249No. Elle est directrice de recherche au Laboratoire de physique des deux infinis Irène Joliot-Curie.
En 2023, elle reçoit la médaille d'argent du CNRS pour ses travaux.

## Récompense
- 2023 : Médaille d'argent du CNRS[3]